# Armoriale delle famiglie italiane (Par-Pat)
Questo è l'armoriale delle famiglie italiane il cui cognome inizia con le lettere che vanno da Par a Pat.

## Armi

### Par
| Stemma | Casato e blasonatura |
| ------ | --- |
|        | Parabuoi (Firenze) D'oro, al bue furioso di rosso (citato in (20)) |
|        | Paracciani (Roma) (la blasonatura non è stata ancora caricata) (Immagine nell' Archivio Storico Capitolino (PDF) (archiviato dall'url originale il 2 febbraio 2014).) |
|        | Paracciani (Città della Pieve) fascia in divisa di rosso su - serpente ondeggiante in palo di verde su azzurro - 2 gigli di oro posti in fascia sormontati al centro da - stella (6 raggi) dello stesso in alto su azzurro (citato in LEOM) |
|        | Paraccini (Pistoia) (DE) In Rot 1 schwebender goldener Sechsberg, oben besetzt mit 1 naturfarbenen Laubbaum (citato in (28)) |
|        | Paradisi (Terni) Titolo: Nobili di Terni troncato da una fascia in divisa di rosso: il 1º d'azzurro al leone d'oro nascente; il 2º d'argento a due fasce ondate d'azzurro (citato in (2) – pag. 564 e in DAlena) fascia in divisa di rosso su troncato di azzurro e di argento - leone rampante di oro nascente dalla fascia su azzurro - 2 fasce ondate di azzurro su argento (citato in LEOM) |
|        | Paradisi d'azzurro, allo scaglione d'oro, accompagnato da tre pomi dello stesso, gambuti e fogliati di verde (citato in (7) – pag. 148) |
|        | Paradisi (Cesena) (la blasonatura non è stata ancora caricata) (citato in BLCW) Immagine in Blasone Cesenate. |
|        | Paradisi (Firenze) D'azzurro, alla chiave d'oro posta in banda, con l'anello in basso (citato in (20)) (DE) In Blau 1 schräggelegter goldener Schlüssel (citato in (28)) |
|        | Paradisi (Reggio Emilia) figura di San Michele arcangelo vestito da guerriero in maestà passante su una nuvola uscente dalla punta e reggente con la destra una alabarda posta in banda e con la sinistra una bilancia tutto al naturale su azzurro (citato in LEOM) |
|        | Paradisi Miconi (Roma, Frosinone) monte a 3 cime di oro uscente dalla punta sormontato da - sole raggiante dello stesso tutto su azzurro (citato in LEOM) |
|        | Paragrani (Abruzzo) D'azzurro ad un manipolo di spighe di grano biondeggiante d'oro, posto in palo (citato in DAlena) |
|        | Paragrilli (Siena) D'azzurro, allo scaglione accompagnato nei cantoni del capo da due foglie, e in punta da un monte di sei cime, il tutto d'oro (citato in (20)) |
|        | Paraloche (Firenze) Di verde, a tre oche ferme d'argento, 2.1, imbeccate e membrate di rosso (citato in (20)) |
|        | Parasacchi (Pontremoli) D'oro, al delfino guizzante in palo di verde, tenente in bocca un ramo di palma dello stesso, volto in basso; e al capo cucito della città di Alessandria (d'argento, caricato della croce di rosso) (citato in (20)) |
|        | Parasacchi (Pontremoli) croce di rosso su argento - delfino posto in palo coda rivolta in alto di verde tenente nella bocca una foglia di palma dello stesso su oro (citato in LEOM) |
|        | Parastanghes o Perastanghes (Sicilia) d'argento, con tre bande di azzurro, abbassate sotto una riga dello stesso, caricata da tre lune rivoltate del campo (citato in (25)) Notizie storiche in Famiglie nobili di Sicilia. |
|        | Paratio (la blasonatura non è stata ancora caricata) (citato in DAlena) |
|        | Parato (Asti) Titolo: conti di Ronsecco; consignori di Magliano Di rosso, al leone d'argento, armato di nero, con il capo d'oro, carico di un'aquila, di nero (citato in (22)) |
|        | Paratore (Palermo, Messina, Randazzo) Titolo: barone di Brocato d'azzurro, al fiume d'argento, caricato da tre mazze montanti d'oro (citato in Mango) d'azzurro, col fiume in punta con tre mazze d'argento (citato in (25)) Corona di barone Notizie storiche in Famiglie nobili di Sicilia. |
|        | Paravagna (Napoli) Titolo: principe di Maropati, marchese di Annoja inquartato 1° e 4° di rosso, 2° e 3° d'oro all'aquila spiegata di nero, coronata del campo (citato in (23)) rosso pieno - aquila di nero coronata di oro su oro (citato in LEOM) |
|        | Paravicini (Morbegno) inquartato: nel 1° di rosso al cigno d'argento, piotato d'oro; nel 2° di azzurro al capriolo d'oro sostenente due galli d'argento; nel 3° d'oro al castello al naturale; nel 4° d'oro al salice di verde sradicato (citato in SPRE – Vol. V pag. 159) |
|        | Paravicini di rosso al cigno d'argento (citato in SPRE – Vol. V pag. 160) |
|        | Paravicini Bagliani Partito: nel 1° di rosso al cigno d'argento (Paravicini); nel 2° d'oro alla croce di azzurro, col capo di azzurro, all'aquila coronata di nero, rivoltata e cucita (Bagliani) (citato in SPRE Vol. V pag. 160, LONI 2005-2009 Vol. II pag. 261, ANNB Vol. II; LEOM) |
|        | Paravisino (la blasonatura non è stata ancora caricata) (citato in DAlena) |
|        | Paravisino de Bucinigo (la blasonatura non è stata ancora caricata) (citato in DAlena) |
|        | Pardi (Pistoia) D'oro, al monte di sei cime di verde, sormontato da una stella a otto punte di rosso (citato in (20)) |
|        | Pardini (Pisa) D'azzurro, al gattopardo rampante rivolto al naturale, e alla fascia attraversante d'oro alias D'azzurro, al gatto rampante rivolto al naturale, e alla fascia attraversante d'oro (citato in (20)) |
|        | Pardini (Pisa) fascia di oro su - leone rampante rivolto dello stesso su azzurro (citato in LEOM) |
|        | Pardis (Asolo) (la blasonatura non è stata ancora caricata) (citato in DAlena) |
|        | Parea o Pareja (Spagna, Milano, Torino, Sanremo) Titolo: conte D'azzurro, alla pianta di rovere d'oro, movente dalla punta dello scudo, sormontata a destra da una cometa d'argento, con la coda ondeggiante in fascia verso sinistra (citato in (22) e in (27)) albero di rovere uscente dalla punta di oro su azzurro - cometa posta in fascia coda a destra in alto a sinistra di argento su azzurro (citato in LEOM) Motto: Concusso quiesco |
|        | Parensi (Lucca, Massarosa) D'oro, a tre ricci passanti al naturale, 2.1 (citato in (20)) 3 ricci al naturale passanti posti 2,1 su oro (citato in LEOM) |
|        | Parenti (Firenze, Prato) D'oro, a tre orsi levati di nero, lampassati di rosso, 2.1, talvolta i due affrontati (citato in (20)) (DE) In Gold 3 rotgezungte schwarze Bären, 2:1 gestellt (citato in (28)) |
|        | Parenti (Firenze) Troncato: nel 1º d'azzurro, al castello turrito di due pezzi d'argento; nel 2º di vaio alias Troncato: nel 1º d'azzurro, al castello turrito di tre pezzi d'argento; nel 2º di vaio (citato in (20)) |
|        | Parenti (Firenze) D'oro, muragliato di nero, alla fascia attraversante d'azzurro (citato in (20)) |
|        | Parenti (Prato, Firenze) D'azzurro, al lupo rapace d'oro, accompagnato da due stelle a otto punte dello stesso (citato in (20)) |
|        | Parenti (Toscana) (DE) In Silber? 1 roter Schräglinksbalken, belegt mit 3 achtstrahligen silbernen Sternen und beidseitig begleitet von je 1 silbernen? Flügel (citato in (28)) |
|        | Parenti (Toscana) (DE) In Gold 3 aufgerichtete linksgewendete silberne unidentifizierbare Lebewesen balkenweise (citato in (28)) |
|        | Parenti (Venezia) sole raggiante di oro sull'azzurro del - troncato di azzurro e di argento - albero di lauro di verde sradicato a 4 rami passanti in doppia croce di Sant'Andrea sull'argento (citato in LEOM) |
|        | Parenti (Modena, Roma) grembiato di rosso e di argento - 3 stelle (6 raggi) poste 1,2 di oro su azzurro in capo (citato in LEOM) |
|        | Parenti (Limone, Salò) a un uccello nero tenente in bocca un ramoscello poggiante su tre monti neri in punta, sovrastato da una stella dorata a sei punte (citato in Piovanelli) |
|        | Parenzi (Spoleto) Titolo: Patrizi di Spoleto inquartato: nel 1º e 4º d'oro alla testa di leone di rosso strappata; il 2º e 3º d'azzurro, al capo d'oro carico del sole di rosso figurato, radiante e nascente (citato in (2) – pag. 334 e in DAlena) testa di leone di profilo strappata di rosso su oro - azzurro pieno - sole nascente di rosso su oro in capo (citato in LEOM) |
|        | Parenzi (Montefalco) inquartato: nel 1º e 4º d'oro, alla testa di cane al naturale lampassata di rosso; nel 2º e 3º d'azzurro, alla testa di cane al naturale lampassata di rosso; a due decusse rastremati di rosso posti sulla partizione in capo e in punta: lo scudo accollato alla croce di Malta di rosso (citato in (26)) |
|        | Parenzi (Roma) (la blasonatura non è stata ancora caricata) (Immagine nell' Archivio Storico Capitolino (PDF) (archiviato dall'url originale il 2 febbraio 2014).) |
|        | Pareti o Pareto (Ovada) Di verde, all'aquila spiegata di nero (citato in (35)) |
|        | Pareto (Genova) aquila di nero ali abbassate (volo) su verde (citato in LEOM) |
|        | Pareto Spinola (Genova) aquila di nero ali abbassate (volo) su verde - fascia scaccata di rosso e di argento (3file) su oro sormontata da - una spina di botte al naturale posta in palo in alto su oro (citato in LEOM) |
|        | Paria (Bra) D'azzurro, a tre cotisse d'argento, in banda, accompagnate da quattro stelle d'oro, due in capo e due in punta (citato in (22)) |
|        | Paribelli (Milano, Albosaggia) interzato in fascia di oro di argento e di argento - aquila di nero su oro - 2 leoni controrampanti nascenti dalla partizione di oro affrontantesi con 2 spade incrociate al naturale su argento - 3 bande di verde su argento (citato in LEOM) |
|        | Paribeni (Pistoia, Firenze) D'azzurro, al monte di sei cime d'oro, sormontato da un crescente rovesciato d'argento (citato in (20)) (DE) In Blau 1 gestürzter silberner Halbmond und 1 schwebender goldener Sechsberg pfahlweise (citato in (28)) |
|        | Parigi (Firenze) Di rosso, all'albero sradicato al naturale, e alla banda diminuita attraversante d'azzurro, caricata di tre stelle a otto punte d'oro (citato in (20)) |
|        | Parigi (Firenze) Di..., al cervo di..., coricato sulla zolla di... (citato in (20)) |
|        | Parigi (Pisa) Di..., a quattro catene di..., moventi dai quattro angoli dello scudo e riunite in cuore con un anello dello stesso; il tutto accantonato da quattro stelle a otto punte di... (citato in (20)) |
|        | Parigi (Cesena) (la blasonatura non è stata ancora caricata) (citato in BLCW) Immagine in Blasone Cesenate. |
|        | Parigini (Firenze) D'oro, al porco rampante di nero, cinghiato d'argento, e al capo d'Angiò (citato in (20)) |
|        | Parigini (Pescia) D'azzurro, al cinghiale di nero ascendente un monte di sei cime dello stesso, talvolta fondato sulla campagna di verde, e addestrato da un ramo di quercia di verde, nodrito sul monte stesso; il tutto accompagnato in capo da una stella a otto punte d'oro (citato in (20)) cinghiale al naturale rampante su monte a 6 cime di argento su terrazzo di verde uscente dalla punta su azzurro - ramo di quercia di verde uscente dalla sinistra del monte - stella (8 raggi) di oro in alto su azzurro (citato in LEOM) (DE) In Blau 1 1 grünen Schildfuß besetzender silberner Sechsberg, rechts besteckt mit 1 natürlichen grünbeblätterten goldenen Blume, oben begleitet von 1 achtstrahligen goldenen Stern und von links bestiegen von 1 silbergezäumten schwarzen Schwein (citato in (28)) alias D'azzurro, al cinghiale di nero ascendente un monte di sei cime dello stesso, talvolta fondato sulla campagna di verde, e addestrato da un ramo di quercia di verde, nodrito sul monte stesso; il tutto accompagnato in capo da una stella a sei punte d'oro (citato in (20)) |
|        | Parigini (Siena) D'oro, al porco rampante di nero, cinghiato d'argento, e al capo d'Angiò (citato in (20)) maiale rampante di nero cinghiato di argento su oro - capo d'Angiò (citato in LEOM) alias D'oro, al porco rampante di nero, cinghiato d'argento, accompagnato in capo da due gigli di rosso posti fra i tre pendenti di un lambello d'azzurro (citato in (20)) |
|        | Parisani (Siracusa) Titolo: barone di Molocca inquartato al 1° e 4° d'azzurro, al monte di sei cime d'argento, al 2° e 3° d'azzurro a tre bande d'argento (citato in Mango e in (25)) Corona di barone Notizie storiche in Famiglie nobili di Sicilia. |
|        | Parisani (Roma, Camerino, Macerata) monte a 6 cime di oro su azzurro - 3 bande di oro su rosso (citato in LEOM) |
|        | Parisani (Roma, Camerino, Macerata) monte a 3 cime di verde uscente dalla partizione sormontato da - stella (6 raggi) di oro tutto su argento - monte a 6 cime di oro su azzurro - 5 sbarre di rosso su argento (citato in LEOM) |
|        | Parisdio-Perrotti (Benevento) (la blasonatura non è stata ancora caricata) (Immagine nella Raccolta stemmi Trippini (JPG).) |
|        | Parisetti Frisiani o Frisiani o Parisetti Vaini (Milano, Corbetta) aquila di nero coronata di oro su oro - ghirlanda di quercia al naturale su rosso - palo losangato di rosso e di argento su - inquartato di rosso e squamato di argento ogni squama caricata di una codina di nero (citato in LEOM) |
|        | Parisi (Pistoia) Troncato di rosso e d'azzurro, alla torre attraversante d'argento, cimata da due piume dello stesso (citato in (20)) |
|        | Parisi (Cosenza, Palermo) D'azzurro al castello d'oro con un braccio d'arme tenente una croce patente dello stesso ed uscente dalla porta (citato in DAlena e in BLCL) d'azzurro, con un castello merlato d'oro, aperto nel fianco destro, ed un braccio armato impugnante una croce patente d'oro, sporgente dalla porta (citato in (25)) Notizie storiche in Famiglie nobili di Sicilia. |
|        | Parisi (Molise) D'azzurro a tre fasce d'oro accompagnate nel capo da un giglio e tre stelle, due tra la prima e la seconda e una nella punta dello scudo, il tutto dello stesso (citato in DAlena) |
|        | Parisi (Napoli) Titolo: marchese, nobile dei marchesi d'azzurro alla fascia alzata accompagnata in capo da due stelle (6) ed in punta da un tronco di albero nodrito nel terreno e sormontato da una stella (6) il tutto d'oro (citato in DAlena) d'azzurro alla fascia accompagnata da due stelle al capo, e da un tronco nel terreno sormontato da una stella il tutto d'oro alla punta (citato in (23)) fascia di oro su azzurro - 2 stelle (6 raggi) di oro poste in fascia su azzurro in alto - tronco di albero nodrito su campagna di oro sormontato da - piccola stella (6 raggi) dello stesso su azzurro in basso (citato in LEOM) |
|        | Parisio Parisio o Vajro o Vayro (Messina, Palermo, Francia, Roma) Titolo: barone di Comuni, li Rapi, Milocco; marchese dell'Ogliastro; principe di Torrebruna d'azzurro, a tre fasce d'oro, accompagnate nel capo da un giglio e da tre stelle, due tra la 1ª e 2ª, una nella punta bassa dello scudo, il tutto dello stesso (antichi conti d'Adernò) (citato in (4) – vol. 5 pag. 148 e in Mango) d'azzurro, con tre fasce, accompagnate da un giglio nel capo, e tre stelle poste due sotto la prima fascia, ed una in punta; il tutto d'oro (citato in (25)) 3 fasce di oro su azzurro - giglio di oro in alto su azzurro - 3 stelle (5 raggi) di oro poste 2,1 2 tra le prime 2 fasce e una in punta su azzurro (citato in LEOM) alias d'azzurro, alla lancia posta in fascia accompagnata da tre teste di cavallo recise, le prime due nel capo affrontate miranti due gigli, la terza in punta, addestrata da un giglio, il tutto d'oro (ramo di Mineo e di Lentini) (citato in Mango e in (25)) lancia posta in fascia punta a sinistra - 3 teste di cavallo poste 2,1 le prime 2 affrontate - 3 gigli posti 2 in fascia tra le teste di cavallo a una alla sinistra dalla testa inferiore tutto di oro su azzurro (citato in LEOM) alias d'azzurro, al castello merlato d'oro, aperto nel fianco destro, ed un braccio armato, impugnante una croce patente d'oro, sporgente dalla porta (ramo di Cosenza) (citato in Mango) alias d'azzurro, alla gemella in banda, accompagnata in capo da un giglio sormontato da tre stelle di sei raggi male ordinate; in punta da una cometa posta in banda, il tutto d'oro (ramo di S. Bartolomeo) (citato in Mango e in (25)) gemella in banda accompagnata in basso da una cometa posta in banda e a sinistra da - un giglio e 3 stelle (6 raggi) poste 1,2 in alto tutto di oro su azzurro (citato in LEOM) alias d'azzurro, a quattro bande d'oro, abbassate sotto la fascia in divisa sostenente un leone rivolto e coronato guardante una stella posta al secondo cantone, il tutto dello stesso (ramo di Messina) (citato in Mango) fascia di oro su azzurro - leone rampante coronato rivolto di oro mirante - stella (5 raggi) dello stesso in alto a destra tutto su azzurro - 4 bande di oro su azzurro in basso (citato in LEOM) alias d'azzurro, alla fascia accompagnata in capo da due stelle ed in punta da un tronco d'albero sormontato da una stella, il tutto d'oro (Parisi o Parisio) (citato in Mango) Corona di marchese Notizie storiche in Famiglie nobili di Sicilia. Ulteriori notizie storiche in Famiglie nobili di Sicilia. |
|        | Parisi (Modena) 2 mani destra e sinistra conserte di carnagione con i polsini di rosso la sinistra in alto regge una penna di oro la destra regge un compasso aperto le punte al basso di oro tutto su scudetto di azzurro su - croce di argento accantonata da - 4 stelle (8 raggi) dello stesso tutto su oro (citato in LEOM) |
|        | Parisi (Trieste) nave provvista di un solo albero e di una sola vela navigante su mare in tempesta al naturale su rosso - giglio di argento affiancato da - 2 stelle (6 raggi) di oro tutto su azzurro in capo - trangla di argento (citato in LEOM) |
|        | Parisio o Parisi (Cosenza) Titolo: patrizi di Cosenza d'azzurro alla fascia accompagnata in capo da due stelle in punta, da un albero inclinato sormontato da una stella il tutto d'oro (citato in (23)) fascia di oro accompagnata da - 3 stelle (6 raggi) poste 2,1 dello stesso su azzurro - tronco di albero tagliato posto in banda in punta di oro su azzurro (citato in LEOM) alias d'azzurro al grifo alato di verde con la testa rivoltata tenente in bocca un dardo d'argento, su un terrazzo di verde accompagnato da un artiglio di rosso sostenente un bastone al naturale (citato in (23)) drago alato passante testa di rivolta di verde su terrazzo dello stesso su azzurro afferrante con la bocca una freccia di argento posta in sbarra punta in alto accompagnato da - un artiglio di rosso uscente da destra sostenente un tronco al naturale posto in banda su azzurro in alto (citato in LEOM) |
|        | Parisio (Benevento) Titolo: patrizio di Benevento d'azzurro alla fascia accompagnata al capo di due stelle, in punta da un tronco sormontato da una stella il tutto d'oro (citato in (23)) |
|        | Parisio o Parisi (Palermo, Roma, Benevento) fascia di oro su azzurro - 2 stelle (5 raggi) di oro poste in fascia in alto su azzurro - tronco di albero di oro uscente dalla punta sormontato da una piccola stella (5 raggi) dello stesso su azzurro (citato in LEOM) |
|        | Pariosio e Parisio Perrotti (Napoli) Titolo: marchesi, nobili dei marchesi partito: 1° d'azzurro alla fascia accompagnata in capo da tre stelle poste in fascia, il tutto d'oro, in punta dalla campagna mareggiata ed il tronco uscente dal mare, il tutto al naturale (Parisio); 2° d'azzurro alla campagna erbosa al naturale sostenente un grifo alato, col capo rivoltato tenente in bocca un dardo d'argento, sormontato da un artiglio di rosso movente dal fianco sinistro tenente un basto di legno al naturale posto in banda. Il tutto con la bordatura d'oro caricata in capo dal motto: Olim meminisse juvabit, di nero e sui fianchi quattro pere per parte, fogliate al naturale (citato in (23)) fascia di oro su azzurro - 3 stelle (6 raggi) di oro poste in fascia in alto su azzurro - tronco di albero uscente da un mare al naturale in basso su azzurro - drago alato passante testa di rivolta di verde su terrazzo dello stesso su azzurro afferrante con la bocca una freccia di argento posta in sbarra punta in alto accompagnato da - un artiglio di rosso uscente da destra sostenente un tronco al naturale posto in banda su azzurro in alto - bordura di oro caricata di 8 pere poste in doppio palo al naturale e del motto in lettere maiuscole di nero in alto in fascia "OLIM MEMINISSE IUVABIT" (citato in LEOM) Motto: Olim meminisse juvabit |
|        | Parker de Ruyter (Fiesole) Troncato: nel 1º inquartato, a/ e d/ d'azzurro, alla banda d'argento accompagnata da due speronelle dello stesso, 1:1, b/ e c/ d'argento, a tre gigli di rosso, 2.1; nel 2º d'oro, alla banda di rosso caricata di due crescenti addossati d'argento, posti in mezzo a due conchiglie dello stesso (citato in (20)) |
|        | Parlanti (Cesena) (la blasonatura non è stata ancora caricata) (citato in BLCW) Immagine in Blasone Cesenate. |
|        | Parlasci (Pisa) Di rosso pieno (citato in (20)) |
|        | Parlatore (Firenze) D'azzurro, alla montagna d'oro accompagnata da tre bisce al naturale moventi verso la montagna stessa, due a sinistra guizzanti in sbarra l'una sull'altra, e una a destra, guizzante in banda; il tutto abbassato sotto il capo appuntato d'argento, caricato di un giglio bottonato di rosso (capo di Firenze) (citato in (20)) monte a 3 cime di oro uscente dalla punta su azzurro - 3 serpi di verde muoventi 2 in sbarra verso il monte e una in banda sempre verso il monte su azzurro - capo appuntato di argento caricato di un giglio fiorito di rosso (citato in LEOM) |
|        | Parma (Bologna) palo di oro su - fasciato di rosso e di argento (citato in LEOM) |
|        | Parmiani (Ravenna) Amorino bendato e alato di argento nell'atto di tendere un arco incoccato di oro nascente da - albero di palma sradicato di verde tutto su azzurro (citato in LEOM) |
|        | Parodi (Palermo) Titolo: duca di Belsito, marchese di Magnisi, barone di Casalgiordano troncato: 1° d'oro all'aquila al naturale nascente, beccata di rosso, 2° d'azzurro alla pala di legno al naturale col manico all'ingiù (citato in (23), in (25) e in Mango) Notizie storiche in Famiglie nobili di Sicilia. |
|        | Parodi (Ovada) D'azzurro, al castello torricellato di due pezzi di rosso, aperto e finestrato d'argento, fondato nella punta, accompagnato nel capo da tre stelle di sei raggi d'oro, male ordinate; col capo d'oro, caricato di un'aquila spiegata e coronata di nero (citato in (35)) |
|        | Parodi o Parodi Giusino (Palermo) aquila al naturale nascente dalla troncatura su oro - pala di legno al naturale posta in palo su azzurro (citato in LEOM) |
|        | Parodi Giusino (Palermo) aquila nascente dalla partizione al naturale su oro - pala di legno al naturale su azzurro - albero al naturale su terrazzo di verde su azzurro - leone rampante coronato di oro contro l'albero su azzurro - cometa in palo di oro in alto a sinistra su azzurro (citato in LEOM) |
|        | Parona (Milano, Torino, Novara, Busto Arsizio, Verona) 3 gigli di oro posti in sbarra affiancati da - 2 filetti in sbarra dello stesso su azzurro (citato in LEOM) |
|        | Parona (Milano, Torino, Novara, Busto Arsizio, Verona) 3 gigli di argento posti su banda di azzurro nel senso della pezza su oro (citato in LEOM) |
|        | Parpaglia (Piemonte, Sardegna) Titolo: nobili d'argento al leone di rosso. (citato in (3) – pag. 112 v. 22 e in (22)) leone rampante di rosso su argento (citato in LEOM) Motto: Sans bruit |
|        | Parpaglia o Parpalea (Revigliasco) Titolo: conti di Bastia e Carassone, Ozegna, S. Secondo, Stroppiana; signori di Borgaro, St. Marcel, Parpaglia; consignori di Luserna, Revigliasco e Celle, S. Giorio, Torre Pellice, Villarboit D'argento, al leone di rosso alias D'argento, al leone alato, di rosso alias Troncato, al 1º d'argento, al leone di rosso, nascente dalla partizione, al 2º d'azzurro, alla quercia d'oro, con i rami decussati e ridecussati Motto: Sans bruit - Ex utroque robur (citato in (22)) |
|        | Parpaglioni o Parpaglione (Milano, Novara, Masserano) D'argento, al capo d'azzurro, carico di un parpaglione d'argento (citato in (22)) |
|        | Parpera (Bra) D'argento, al leone di rosso, tenente con le zampe anteriori un quadretto, dello stesso (citato in (22)) |
|        | Parra (Messina) d'azzurro, all'ancora d'oro (citato in Mango) |
|        | Parravicini (Milano) di rosso, al cigno d'argento imbeccato, membrato e coronato d'oro (citato in (2) – pag. 137, in (4) Vol. V pag. 158 e in DAlena) |
|        | Parravicini (Milano, Valtellina, Como, Traona, Trieste) di rosso, al cigno di naturale (citato in (4) – Vol. V pag. 154-157,159-160) cigno al naturale su rosso (citato in LEOM) |
|        | Parravicini (Valtellina, Sanremo) cigno di argento su rosso (citato in LEOM) |
|        | Parravicini o Paravicini (Milano, Morbegno) cigno di argento piotato di oro su rosso - scaglione di oro sostenente 2 galli affrontati di argento su azzurro - castello al naturale merlato alla guelfa affiancato da 2 torri su oro - albero di salice sradicato di verde su oro (citato in LEOM) |
|        | Parravicino (Firenze, Lombardia) fascia di oro su - cigno di argento su rosso - troncato di argento e di nero - 3 bande di oro su rosso (citato in LEOM) |
|        | Parretti (Fiesole) Trinciato d'azzurro e di nero, alla banda diminuita d'argento passata sulla trinciatura e caricata di tre stelle a otto punte di rosso, e accompagnata nel primo da un destrocherio armato impugnante una coppa contenente due pani, il tutto al naturale alias Trinciato d'azzurro e di nero, alla banda diminuita d'argento passata sulla trinciatura e caricata di tre stelle a sei punte di rosso, e accompagnata nel primo da un destrocherio armato impugnante una coppa contenente due pani, il tutto al naturale (citato in (20)) |
|        | Parretti (Fiesole) (DE) Durch 1 mit 3 achtstrahligen goldenen Sternen belegten erniedrigten silbernen Schrägbalken blau-schwarz erniedrigt schräggeteilt, oben 1 aus dem linken Schildrand hervorkommender silberbekleideter Rechtarm, 1 silbernen Hostienkelch mit 2 goldenen Hostie (citato in (28)) |
|        | Parriani (Trevi) (la blasonatura non è stata ancora caricata) Notizie storiche nel sito della Associazione Pro Trevi. |
|        | Parrilli (Napoli, Salerno) Titolo: patrizio di Salerno, barone partito 1º d'azzurro al monte di tre cime d'oro, sormontate da un uccello imbeccante una foglia al naturale, 2° scaccato d'argento e di rosso con una fascia d'oro attraversante accompagnante in capo un sole dello stesso (citato in (23)) uccello al naturale con foglia di verde nel becco posato su 3 monti al naturale uscenti dalla punta di oro su azzurro - fascia di oro su - scaccato di argento e di rosso - sole di oro raggiante di argento in alto sullo scaccato (citato in LEOM) |
|        | Parrinelli (Galati Mamertino, Messina, Palermo, Tortorici) Titolo: barone di Carostà d'argento, al cipresso nodrito sulla campagna di verde, sostenente due leoncini di rosso affrontati (citato in Mango e in (25)) d'argento al cipresso e alla campagna di verde, sostenente due leoni affrontanti di rosso (citato in (23)) albero cipresso di verde nodrito su terrazzo dello stesso uscente dalla punta affiancato da - 2 leoni controrampanti di rosso su argento (citato in LEOM) Notizie storiche in Famiglie nobili di Sicilia. |
|        | Parrocchetti (Milano) castello di rosso affiancato da 2 torri merlate alla ghibellina di 2 pezzi sostenente tra le 2 torri - un busto di uomo in maestà crinito di argento e vestito di azzurro sormontato da - un uccello pappagallo al naturale di profilo coronato di oro tutto su oro (citato in LEOM) |
|        | Parrocchetti o Parrocchetti Piantanida (Milano) (la blasonatura non è stata ancora caricata) (Immagine nella Raccolta stemmi Topoguz.) |
|        | Parruzia (Asti, Mondovì) D'oro, con il capo d'azzurro, carico di tre uccelli (?) d'argento, disposti in fascia e sormontati da una stella d'oro (citato in (22)) |
|        | Parteguelfa di azzurro alla scala d'oro di 10 piuoli, posta in banda (citato in (4) – Vol. II pag. 229) |
|        | Parti o Manzoni (Cesena) (la blasonatura non è stata ancora caricata) (citato in BLCW) Immagine in Blasone Cesenate. |
|        | Particiaco (Venezia) di rosso, a tre bande d'argento, al leone d'oro attraversante (Immagine nella Raccolta stemmi Trippini (JPG).) |
|        | Particini (Firenze) Partito: nel 1º d'azzurro, a tre gigli d'oro, 2.1; nel 2º d'oro, a tre sbarre di rosso (citato in (20)) (DE) Gespalten: Rechts 3 Lilien 2:1 gestellt, links in Gold 3 rote Schräglinksbalken (citato in (28)) alias Partito: nel 1º d'azzurro, a due gigli d'oro, 1.1; nel 2º d'oro, a tre sbarre di rosso (citato in (20)) |
|        | Participazi o Badoeri (Pavia, Venezia) (fasciato d'oro e d'azzurro, al leone d'argento attraversante) (citato in UNFE) Immagine nella Biblioteca Estense Universitaria (id. 6784). |
|        | Partini (Pistoia, Firenze) Fasciato di sei pezzi d'oro e di rosso alias Fasciato di otto pezzi d'oro e di rosso (citato in (20)) |
|        | Paruta (Palermo) Titolo: barone della Sala, Racali Valguarnera d'oro alla pianta di ruta, di verde (citato in (4) – pag. 360 e in Mango) d'oro, colla pianta di ruta sradicata di verde (citato in (25)) pianta di ruta sradicata di verde su oro (citato in LEOM) Corona di barone Notizie storiche in Famiglie nobili di Sicilia. |
|        | Paruta (Venezia) d'oro, al capo di rosso caricato di tre cinquefoglie del campo (citato in (2) – pag. 141, in (7) - pag. 116 e in DAlena) |
|        | Paruzza (Pocapaglia) D'azzurro, a tre pagliuzze d'oro, 2, 1, con una stella pure d'oro, in abisso Motto: Stella duce (citato in (22)) |
|        | Parvopasso? (Torino) Inquartato, al 1° e 4° palato d'oro e di rosso, al 2° e 3° d'argento, a tre scaglioni d'azzurro Motto: Mihi propitius (citato in (22)) |

### Pas
| Stemma | Casato e blasonatura |
| ------ | --- |
|        | Pasca (Messina) d'argento, alla fascia d'azzurro, caricata da tre stelle di otto raggi del campo, accompagnata nel capo dall'aquila bicipite spiegata di nero, nascente dalla fascia, imbeccata e coronata all'antica in ambo le teste d'oro, sormontata dalla corona imperiale dello stesso, e nella punta da tre scudetti ovali d'azzurro, caricati ciascuno da un giglio d'oro, 2 e 1 e sormontati dal lambello di rosso a tre gocce Cimiero: una fenice al naturale nella sua immortalità di rosso Motto: Non idcirco deficiam (citato in Mango) |
|        | Pasca o Pasca di Magliano (Napoli, Capua) Titolo: barone di Magliano, nobile dei baroni troncato 1° d'azzurro a tre stelle d'oro poste in fascia, nel 2° d'argento a tre scudetti d'azzurro, caricati di un giglio sormontati da un lambello di rosso a tre pendenti, col capo d'oro all'aquila bicipite di nero coronata del campo su ciascuna delle teste, fra di esse la corona imperiale (citato in (23)) 3 stelle (8 raggi) di oro poste in fascia su azzurro - 3 scudetti di azzurro posti in fascia su argento caricati di 3 gigli di oro sormontati da un lambello a 3 gocce di rosso - aquila bicipite di nero nascente dalla partizione coronata su ambo le teste di oro e sormontata da una corona reale dello stesso su oro in capo (citato in LEOM) Motto: Non idcirco deficiam |
|        | Pascal (Morgex) Titoli: signori di Fornet; consignori di Avise, Valgrisanche di rosso, allo scaglione d'argento, accompagnato in capo da due stelle d'oro, in punta dall'agnello pasquale, d'argento Motto: In pace securitas (citato in (3) – pag. 122 v. 22 e in (22)) |
|        | Pascale (Napoli) di verde, all'agnello pasquale passante d'argento Motto: Sub cujus pede fons vivus emanat (citato in (2) – pag. 18 e in DAlena) |
|        | Pascale (Cosenza) D'azzurro alla fascia d'oro sostenente un leone illeopardito dello stesso ed accompagnata in punta da 3 gigli d'oro in fascia (citato in DAlena e in BLCL) |
|        | Pascale o Pascalis o Pasquale (Cavaglià, Cuneo) Titolo: conte di Illonza; barone di Nucetto D'oro, alla banda d'azzurro (citato in (22) e in (27)) alias campo giallo ed una sbarra azzurra attraverso quale ha due bande negre (citato in (27)) alias 1. d'oro, alla banda d'azzurro; 2. partito d'oro e di verde, alla banda d'azzurro sul tutto (citato in (27)) Cimiero: un sole d'oro Motto: Purus elucescat - 'Purus fulgescat |
|        | Pascale o Pasquale (Trinità) Troncato d'argento e di nero, al grifone dall'uno all'altro e dell'uno nell'altro (citato in (22)) |
|        | Pascale (Molfetta) d'oro, a 4 pali di rosso con l'agnello pasquale passante Motto: Sub cujus pede fons vivus emanat (citato in ) |
|        | Pascale o Pasquale (Messina, Palermo) d'oro, a quattro pali di rosso, ed un agnello pasquale d'argento, con la banderuola dello stesso caricata da una croce di rosso, soprastante sul tutto (citato in Mango) |
|        | Pascale o Pascali o Pascal (Cuneo, Ginevra) Un nid d'ou part une sceptre en pal, terminé par une fleur de lys, entortillé d'une cordelière dont les deux bouts se terminent aux flancs de la fleur de lys. En pointe deux trefles tiges, mouvant de deux coupeaux (citato in (27)) |
|        | Pascalis (Pascale, Pascali) (Torino) Titolo: conti di Vallanzengo d'azzurro, alla banda, accompagnata da due stelle, d'oro Motto: Auspice coelo (citato in (3) – pag. 122 v. 22 e in (22)) |
|        | Pascasio (Molfetta) d'argento, al destrocherio vestito di rosso con la mano di carnagione, movente dal fianco sinistro, tenente una banderuola di rosso, fluttuante a sinistra, e attaccata a un'asta dello stesso (citato in ) |
|        | Paschal de la Ruine (Valdigne) Troncato d'oro e di rosso, al leone dell'uno nell'altro (citato in (3) – pag. 122 v. 22 e in (22)) |
|        | Pasci (Colle) Di verde, alla fascia d'oro accompagnata da tre stelle a sei punte dello stesso, 2.1 (citato in (20)) |
|        | Pasci (Firenze) D'azzurro, alla fascia d'oro accompagnata da tre stelle a otto punte dello stesso, 2.1 (citato in (20)) |
|        | Pasciuti (Siena) D'azzurro, alla fascia diminuita d'oro, caricata di una palla del campo, e sormontata da tre stelle a otto punte ordinate in capo, e accompagnata inferiormente da uno scaglione accostato da due stelle a otto punte, il tutto d'oro alias D'azzurro, alla fascia diminuita d'oro, caricata di una palla del campo, e sormontata da tre stelle a otto punte ordinate in capo, e accompagnata inferiormente da uno scaglione accostato da due stelle a sei punte, il tutto d'oro alias D'azzurro, alla fascia diminuita d'oro, caricata di una palla del campo, e sormontata da tre stelle a sei punte ordinate in capo, e accompagnata inferiormente da uno scaglione accostato da due stelle a otto punte, il tutto d'oro alias D'azzurro, alla fascia diminuita d'oro, caricata di una palla del campo, e sormontata da tre stelle a sei punte ordinate in capo, e accompagnata inferiormente da uno scaglione accostato da due stelle a sei punte, il tutto d'oro alias D'azzurro, alla fascia diminuita d'oro, caricata di un tortello del campo, e sormontata da tre stelle a otto punte ordinate in capo, e accompagnata inferiormente da uno scaglione accostato da due stelle a otto punte, il tutto d'oro alias D'azzurro, alla fascia diminuita d'oro, caricata di un tortello del campo, e sormontata da tre stelle a otto punte ordinate in capo, e accompagnata inferiormente da uno scaglione accostato da due stelle a sei punte, il tutto d'oro alias D'azzurro, alla fascia diminuita d'oro, caricata di un tortello del campo, e sormontata da tre stelle a sei punte ordinate in capo, e accompagnata inferiormente da uno scaglione accostato da due stelle a otto punte, il tutto d'oro alias D'azzurro, alla fascia diminuita d'oro, caricata di un tortello del campo, e sormontata da tre stelle a sei punte ordinate in capo, e accompagnata inferiormente da uno scaglione accostato da due stelle a sei punte, il tutto d'oro alias D'azzurro, alla fascia di rosso, caricata di una palla d'argento, e accompagnata in capo da tre stelle a sei punte d'oro, 1.2, e in punta da uno scaglione accostato da due stelle a sei punte, il tutto d'oro alias D'azzurro, alla fascia diminuita di rosso, caricata di un crescente montante d'argento, e sormontata da tre stelle a otto punte d'oro, 1.2, e accompagnata inferiormente da uno scaglione di rosso, accostato da due stelle a otto punte d'oro (citato in (20)) |
|        | Pasciuti (Siena) Di..., alla chiave posta in palo con l'anello in basso di... (citato in (20)) |
|        | Pascoli (Ravenna) di rosso, al liocorno d'argento, coricato in difesa, col capo cucito d'Angiò (citato in (7) – pag. 124) |
|        | Pascoli (Cesena) (la blasonatura non è stata ancora caricata) (citato in BLCW) Immagine in Blasone Cesenate. |
|        | Pascucci (Cesena) (la blasonatura non è stata ancora caricata) (citato in BLCW) Immagine in Blasone Cesenate. |
|        | Pase (Cesena) (la blasonatura non è stata ancora caricata) (citato in BLCW) Immagine in Blasone Cesenate. |
|        | Pasella (Saluzzo) Titolo: signori di Moretta; consignori di Brondello, Saluzzo, Settime d'Asti D'oro, al leone d'azzurro, con la coda biforcata, linguato e armato di rosso (citato in (22)) |
|        | Paselli (Firenze) torre al naturale uscente dalla troncatura su argento - interzato in palo di argento di rosso e di azzurro pieni (citato in LEOM) |
|        | Paselli (Firenze) interzato in palo di argento di rosso e di azzurro (citato in LEOM) |
|        | Paserio (Fossano) Titolo: conti D'oro, alla croce di rosso, ancorata (citato in (22)) croce ancorata di rosso su oro (citato in LEOM) Motto: Pax vobis - Iuravit et statuit |
|        | Pasero (Paserio) (Piemonte) d'oro, alla croce di rosso, ancorata (citato in (3) – pag. 127 v. 22 e in (27)) Motto: Pax vobis |
|        | Pasero o Paserio (Valle Stura, Cuneo, Fossano, Racconigi, Savigliano) Titolo: conti di Corneliano, Mentoules; signori di Inverso Porte; consignori di Casalgrasso, Cervere, Clavesana, Forfice, Gaiola, Maiola, Perno, Roccasparvera, Villanova Solaro D'oro, alla croce di rosso, ancorata (citato in (22) e in (27)) alias D'oro, alla croce di rosso, profilata di nero, ancorata (citato in (22)) alias D'azzurro, alla croce d'oro, a Tau (citato in (22)) Cimiero: un angelo tenente nella destra un ramo d'olivo sopra il quale vi è una colomba, che col becco tiene un breve col motto Pax vobis, e con la sinistra un candeliere d'oro con la candela accesa, e motto sopra Iuravit et statuit, un leopardo nascente, rampante, linguato di rosso e motto sopra Pax vobis Motto: Pax vobis - Iuravit et statuit |
|        | Pasetti (Ferrara) colomba della pace di argento su - 3 monti ristretti di verde il centrale più alto in un mare di argento ombrato di azzurro uscente dalla punta su azzurro - sole raggiante di oro nascente dal mare a destra - arcobaleno posto in sbarra di rosso di argento e di verde in alto su azzurro (citato in LEOM) |
|        | Pasetti (Ferrara) drago di verde su oro - colomba della pace di argento su azzurro in capo - trangla di rosso (citato in LEOM) |
|        | Pasi (Faenza) d'oro, alla banda d'azzurro al capo di Francia del medesimo, caricato di 3 gigli d'oro, abbassato sotto un altro capo della Religione di San Stefano (d'argento, caricato della croce biforcata di rosso) (citato in (2) – pag. 1, in (7) - pag. 95 e in DAlena) alias d'oro, alla banda d'azzurro al capo di Francia del medesimo, caricato di 3 gigli d'oro (Immagine nella Raccolta stemmi Trippini (JPG).) |
|        | Pasi (Bologna) di rosso, alla fascia d'oro (citato in (12) – pag. 578) |
|        | Pasi Piani (Faenza) banda di azzurro su oro - capo di Francia (citato in LEOM) |
|        | Pasini (Ferrara, Roma) d'azzurro, alla colomba d'argento tenente nel becco un ramo d'olivo di verde, posta sopra un monte di 3 cime dello stesso, accompagnata in capo da un arcobaleno di rosso, d'oro e di verde posto in isbarra; al capo d'oro caricato di un'aquila di nero coronata d'oro (citato in (2) – pag. 49 e in DAlena) |
|        | Pasini (Asolo) Di rosso al torrione al naturale merlato alla ghibellina accompagnato da un leone d'oro; il tutto poggiante su una campagna di nero (citato in DAlena) |
|        | Pasini (Vittorio Veneto, Cremona, Treviso, Padova, Asolo) torre di argento merlata alla ghibellina di 4 pezzi quadrata e posta di tre quarti aperta e finestrata di nero fondata su terrazzo di verde sostenuta da - un leone rampante di oro tutto su azzurro (citato in LEOM) |
|        | Pasini (Vittorio Veneto, Cremona, Treviso, Padova, Asolo) colomba della pace di argento su monte a 3 cime dello stesso uscente dalla punta su azzurro - arcobaleno posto in sbarra di azzurro di oro e di rosso su azzurro in alto - aquila coronata di nero su oro in capo (sulla prima partizione) - torre merlata alla ghibellina di 4 pezzi partita di azzurro e di oro su partito di oro e di azzurro aperta e finestrata di nero accompagnata a destra da - un piccolo leone rampante di oro sull'azzurro (citato in LEOM) |
|        | Pasini (Parma) banda di argento caricata della parola "PAX" in lettere maiuscole di verde su - trinciato di oro e di azzurro (citato in LEOM) |
|        | Pasini (Parma) colomba della pace di argento in volo afferrante con la sinistra un nastro di argento caricato del motto in lettere maiuscole di nero "PAX VOBIS" su azzurro (citato in LEOM) |
|        | Pasini (Cividale, Manzano, Udine, America) allocco (uccello simile al gufo) posto in maestà ali aperte al naturale su 3 monti ristretti di argento uscenti dalla punta tutto su oro (citato in LEOM) |
|        | Pasini (Modena) sedia vista di fronte di oro su collina di verde uscente dalla punta sormontata da - stella (6 raggi) di oro tutto su azzurro (citato in LEOM) |
|        | Pasini (Ono Degno) alla colomba della pace (citato in Piovanelli) |
|        | Pasini (Cesena) (la blasonatura non è stata ancora caricata) (citato in BLCW) Immagine in Blasone Cesenate. |
|        | Pasini Frassoni (Roma) (la blasonatura non è stata ancora caricata) (citato in DAlena) colomba della pace di argento su monte a 3 cime di verde uscente dalla punta su azzurro - sbarra convessa alzata di rosso di oro e di verde su azzurro - capo d'Impero - albero di frassino al naturale sradicato su azzurro - colomba in volo di argento in alto su azzurro - in capo un'ostia di argento con il monogramma di Cristo di nero con la croce e i chiodi dello stesso sul tutto (citato in LEOM) |
|        | Pasolini (Ravenna) d'oro, alla banda nebulosa (ondata a onde grosse) d'azzurro (citato in (7) – pag. 144) |
|        | Pasolini (Cesena) (la blasonatura non è stata ancora caricata) (citato in BLCW) Immagine in Blasone Cesenate. |
|        | Pasolini dall'Onda (Ravenna, Roma) banda controinnestata di azzurro su oro (citato in LEOM) |
|        | Pasolini-Ferri (Cesena) (la blasonatura non è stata ancora caricata) (citato in BLCW) Immagine in Blasone Cesenate. |
|        | Pasolini Zanelli (Faenza) banda ondata di azzurro su scudetto di oro su - gufo di nero in maestà su monte a 3 cime di verde su azzurro - 3 stelle (8 raggi) di oro in alto poste 1,2 su azzurro - 3 lance al naturale in palo uscenti da terrazzo di verde su azzurro (citato in LEOM) |
|        | Pasquale o Pascale (Piemonte) troncato di nero e d'argento, al grifone dell'uno e dell'altro. (citato in (3) – pag. 122 v. 22) |
|        | Pasquale o Pascalis o Pascale (Cuneo) Titolo: conti di Ilonza, baroni di Nucetto d'oro alla banda d'azzurro. Motto: Purus elucescat. (citato in (3) – pag. 122 v. 22) |
|        | Pasquale (Sicilia, Spagna) d'oro, a quattro pali di rosso, ed un agnello pasquale d'argento, con la banderuola dello stesso caricata da una croce di rosso, soprastante sul tutto. (citato in (5) – pag. 290 e in (25)) Notizie storiche in Famiglie nobili di Sicilia. |
|        | Pasquali (Firenze) d'azzurro, al cervo rampante d'argento, avente fra le zampe anteriori una stella a otto punte d'oro. (citato in (4) - Vol. II pag. 421 e in (5) – pag. 290) |
|        | Pasquali (Firenze) D'azzurro, al cervo saliente d'argento (citato in (20)) (DE) In Blau 1 silberner Hirsch (citato in (28)) alias D'azzurro, al cervo saliente d'argento, tenente fra le zampe anteriori una stella a otto punte d'oro (citato in (20)) (DE) In Blau 1 silberner Hirsch, zwischen den Vorderhufen begleitet von 1 achtstrahligen goldenen Stern (citato in (28)) |
|        | Pasquali (Bologna) spaccato d'oro e di rosso, al leone dell'uno nell'altro. (citato in (5) – pag. 290) |
|        | Pasquali (Siena) d'azzurro, al leone d'argento. (citato in (5) – pag. 290) |
|        | Pasquali (Siena) D'azzurro, al leone d'argento alias Partito d'argento e d'azzurro, al leone attraversante d'oro (citato in (20)) |
|        | Pasquali (Cori, Roma) liocorno rampante di argento appoggiato con la zampa anteriore destra ad una montagna di 3 cime sassose al naturale su terrazzo di verde uscente dalla punta su azzurro sole raggiante di oro uscente dal canton sinistro del capo su azzurro (citato in (4) – vol. 5 pag. 172) liocorno rampante di argento appoggiato con la zampa anteriore destra ad una montagna di 3 cime sassose al naturale su terrazzo di verde uscente dalla punta su azzurro - sole raggiante di oro uscente dal canton sinistro del capo su azzurro (citato in LEOM) |
|        | Pasquali (Calliano, Trento) agnello pasquale passante al naturale sormontato da - 4 stelle (6 raggi) di oro poste in fascia in alto tutto su azzurro - aquila di nero su oro in capo - campagna di oro caricata di 2 sbarre di nero. (citato in (4) – vol. 5 pag. 172 e in LEOM) |
|        | Pasquali (Abruzzo) Inquartato d'oro e di nero: nel 1° ad un tridente capovolto di nero; nel 2° e nel 3° a due rose d'oro; nel 4° ad una capra passante di nero (citato in DAlena) |
|        | Pasquali (Toscana) (DE) In Rot 1 verbreiterter silberner Balken belegt mit 1 schreitenden goldenen Löwen (citato in (28)) |
|        | Pasquali (Cremona) d'azzurro a tre stelle di otto raggi d'oro; col capo di rosso, caricato di un giglio d'oro (citato in BLCR) Immagine in Blasonario Cremonese (archiviato dall'url originale il 7 aprile 2014). |
|        | Pasquali di Campocastello (Ragusa) 2 filetti di oro in fascia su argento e su bandato di argento e di verde - corona marchionale di oro su argento - anatra passante al naturale su argento. (citato in (4) – Supp. II, pag. 449 e in LEOM) |
|        | Pasqualibus (de) (Cremona, Acqui Terme) D'argento, alla banda di rosso. (citato in (15) – pag. 430) |
|        | Pasqualigo (Venezia) Titolo: Patrizi di Venezia d'azzurro a tre bande d'oro. (citato in (4) – vol. 5 pag. 172) 3 bande di oro su azzurro (citato in LEOM) |
|        | Pasqualini (Ancona, Offida) d'azzurro con agnello pasquale fermo al naturale sul più alto di un monte a 3 cime di verde uscente dalla punta, e 3 stelle a 6 raggi di oro poste 1,2 in alto. (citato in (4) – vol. 5 pag. 173) agnello pasquale fermo al naturale sul più alto di un monte a 3 cime di verde uscente dalla punta su azzurro - 3 stelle (6 raggi) di oro poste 1,2 in alto su azzurro (citato in LEOM) |
|        | Pasqualini (Bologna) d'argento, con fascia troncata in nebulosa allargata di oro e di rosso su roseto fiorito di 3 pezzi di rosso stelato e fogliato di verde nodrito su basso terrazzo dello stesso con il capo d'Angiò. (citato in (4) – vol. 5 pag. 173) fascia troncata in nebulosa allargata di oro e di rosso su - roseto fiorito di 3 pezzi di rosso stelato e fogliato di verde nodrito su basso terrazzo dello stesso su argento - capo d'Angiò (citato in LEOM) |
|        | Pasqualini (Asolo) (la blasonatura non è stata ancora caricata) (citato in DAlena) |
|        | Pasqualino (Palermo) Titolo: patrizi di Bari d'azzurro alla banda d'argento accostata in capo da due civette affrontanti, ed in punta da una torre posta in sbarra, il tutto d'argento (citato in (23)) banda di argento su azzurro accostata da - 2 civette (uccelli) in alto a destra affrontate di argento - torre dello stesso posta in sbarra in basso su azzurro (citato in LEOM) |
|        | Pasqualino e Pasqualino di Marineo (Bari, Roma, Palermo) Titolo: patrizio di Bari; barone della Salina di Pietragrande; marchese di Marineo d'azzurro, alla banda d'oro, sostenente due civette al naturale affrontate e beccanti (citato in Mango e in (25)) alias d'azzurro alla banda d'argento accostata in capo da due civette affrontanti, ed in punta da una torre posta in sbarra, il tutto d'argento. (citato in (4) – vol. 5 pag. 173) d'azzurro, alla banda d'argento accostata in capo da due civette affrontate, e accompagnata in basso da una torre merlata aperta del campo, posta in sbarra, il tutto d'argento (citato in (25)) Motto: In volucres prudentiores Notizie storiche in Famiglie nobili di Sicilia. |
|        | Pasqui (Firenze) d'azzurro, fede di carnagione uscente dai lati opposti dello scudo vestita di verde accompagnata in alto da stella a 8 raggi di oro. (citato in (4) – vol. 5 pag. 174) fede di carnagione uscente dai lati opposti dello scudo vestita di verde accompagnata in alto da - stella (8 raggi) di oro tutto su azzurro (citato in LEOM) |
|        | Pasqui (Castiglion Fiorentino, Cortona) Di rosso, al leone al naturale, coronato d'oro, tenente con le branche anteriori un ramo di rosaio di verde, fiorito di tre pezzi d'argento (citato in (20)) |
|        | Pasqui (Fiesole, Firenze) D'azzurro, alla fede di carnagione, vestita di verde, sormontata da una stella a otto punte d'oro (citato in (20)) |
|        | Pasqui (Fiesole, Firenze) D'azzurro, alla fede di carnagione, vestita d'argento, sormontata da una stella a sei punte d'oro (Immagine nella Raccolta stemmi Trippini (JPG).) alias D'azzurro, alla fede di carnagione, vestita di rosso, sormontata da una stella a sei punte d'oro (Immagine nella Raccolta stemmi Trippini (JPG).) |
|        | Pasquini (Roma) d'azzurro con una fascia di argento su albero di verde al naturale sradicato su agnello pasquale passante e una stella a 6 raggi di oro in alto (citato in (4) – suppl. II pag. 449) fascia di argento su albero di verde al naturale sradicato su azzurro - su agnello pasquale passante su azzurro - stella (6 raggi) di oro su azzurro in alto (citato in LEOM) |
|        | Pasquini (Firenze) D'azzurro, al monte di sei cime d'oro sorgente dal mare ondoso di verde, e cimato da una croce gigliata dello stesso alias D'azzurro, al monte di sei cime d'oro sorgente dal mare ondoso di verde, e cimato da una croce trifogliata dello stesso alias D'azzurro, al monte di sei cime d'oro sorgente dal mare ondoso di verde, e cimato da una croce patente aguzzata dello stesso (citato in (20)) |
|        | Pasquini (Firenze) D'azzurro, alla croce latina trifogliata d'oro, piantata su un monte di sei cime dello stesso, e alla banda diminuita attraversante d'argento (citato in (20)) |
|        | Pasquino o Pasquini (Brescia) troncato parlante: nel 1º tre stelle a sei punte all'agnello pasquale portante uno stendardo; nel 2º d'argento (citato in Piovanelli) |
|        | Passaggi (Genova) troncato di oro e di azzurro (citato in LEOM) |
|        | Passaggi (Genova) albero al naturale sradicato su troncato di oro e di azzurro (citato in LEOM) |
|        | Passagieri (Bologna) penna di argento posta in banda immersa in un calamaio di oro tutto su azzurro - capo d'Angiò (citato in LEOM) |
|        | Passalacqua (Cosenza) Troncato, il 1° d'argento a 2 stelle d'azzurro; il 2° d'azzurro ad 1 stella d'argento (citato in DAlena e in BLCL) |
|        | Passalacqua (Biella) D'argento, a un fiume al naturale, posto in fascia, verso la punta, con la banda di rosso, attraversante, e il capo d'azzurro Motto: Post tenebras spero lucem (citato in (22)) |
|        | Passalacqua (Tortona) Titolo: marchesi di Villalvernia D'azzurro, al sole d'oro, carico di un'aquila di nero alias D'azzurro, alla banda d'argento, accompagnata da tre stelle, dello stesso, in capo, e da un sole d'oro, carico di un'aquila di nero, in punta alias D'argento, a un fiume al naturale, posto in fascia, verso la punta, con la banda di rosso, attraversante, e il capo d'azzurro Motto: Post tenebras spero lucem (citato in (22)) |
|        | Passalacqua (Asti) D'azzurro, al sole d'oro, carico di un'aquila di nero Motto: Post tenebras spero lucem (citato in (22)) |
|        | Passalacqua (Cosenza) Titolo: patrizio di Cosenza d'azzurro alla fascia d'argento accompagnata da tre stelle dello stesso, due nel campo ed una in punta (citato in (23)) fascia di argento accompagnata da - 3 stelle (6 raggi) dello stesso poste 2,1 su azzurro (citato in LEOM) |
|        | Passalacqua (Milazzo) d'azzurro, alla fascia d'argento, accompagnata da tre stelle dello stesso (citato in Mango) |
|        | Passamonte (Vische) Troncato, al 1° d'azzurro, alla lince d'oro, macchiata di nero, passante, con la testa rivoltata, al 2° d'oro, alla pianta di vischio, al naturale motto: Visu preteris montes (citato in (22)) |
|        | Passamonti (Pistoia) D'argento, al leone d'azzurro, lampassato di rosso, talvolta rivolto, e alla gemella in banda attraversante di rosso (citato in (20)) |
|        | Passaneto (Sicilia) Titolo: barone di Grassuliato, Busana, Lentini; conte di Grassuyliato, Mazzarino di rosso, a tre bande d'oro ed una fascia dello stesso soprastante sul tutto (citato in Mango e in (25)) Notizie storiche in Famiglie nobili di Sicilia. |
|        | Passanisi (Vizzini) Titolo: baroni di Granvilla partito: 1° di rosso al braccio destro d'oro tenente con la mano uno stiletto d'argento inclinato, accompagnata in punta da un leone d'oro tenente una bandiera d'argento, crociata di rosso sormontata dal motto Signifer vis clementiae, nel 2° d'azzurro a sei bisanti d'argento (citato in (23) e in Mango) nastro di argento caricato del motto in lettere maiuscole di nero "SIGNIFER VIS CLEMENTIAE" su rosso - braccio destro armato di oro uscente da destra impugnante con la mano di carnagione uno stiletto (pugnale) di argento su rosso in alto - leoncino rampante di oro tenente una bandiera di argento crociata di rosso tra le anteriori su rosso in basso - 6 palle di argento poste in doppio palo su azzurro (citato in LEOM) Motto: Signifer vis clementiae |
|        | Passano o De Passano (Genova) Titolo: conti di Mornese, Occimiano; consignori di Bagnasco, Cocconato D'argento, alla banda di rosso, carica di un delfino del campo, con il capo d'argento, carico di una croce, di rosso alias Troncato d'azzurro e d'oro, al leone dell'uno nell'altro, sormontato da tre gigli d'oro, ordinati in fascia (citato in (22)) |
|        | Passano - Ramo detto Da Passano del Delfino (Ovada) D'oro, alla banda d'argento, caricata di un delfino al naturale; col capo di Genova (citato in (35)) |
|        | Passanti (Livorno) Troncato d'azzurro e di rosso, a due spade alte decussate d'argento, guarnite d'oro, attraversanti e sormontate da tre stelle a otto punte pure d'oro, ordinate in capo alias Troncato d'azzurro e di rosso, a due spade alte decussate d'argento, guarnite d'oro, attraversanti e sormontate da una cometa posta tra due stelle a otto punte, ordinate in capo (citato in (20)) |
|        | Passarelli (Cesena) (la blasonatura non è stata ancora caricata) (citato in BLCW) Immagine in Blasone Cesenate. |
|        | Passarelli della Placanica (Catanzaro) D'azzurro a due fasce abbassate di rosso per inchiesta accompagnate in capo da un lambello a tre pendenti dello stesso, il tutto attraversato da una banda d'argento caricata da tre aquile di nero (citato in DAlena e in BLCL) |
|        | Passari (Montefalco) (la blasonatura non è stata ancora caricata) (citato in (26)) |
|        | Passari (Roma) (la blasonatura non è stata ancora caricata) (Immagine nell' Archivio Storico Capitolino (PDF) (archiviato dall'url originale il 2 febbraio 2014).) |
|        | Passari Venturi Gallerani (Fermo, Firenze, Roma) monte a 3 cime uscente dalla punta di verde cimato da un - passero (uccello) con una spiga di grano nel becco tutto al naturale su scudetto di azzurro su - fascia di azzurro accompagnata da - 3 rose di rosso poste 2,1 su oro - 3 fasce controinnestate di rosso su oro (citato in LEOM) |
|        | Passarini o Passerini (Roma, Osimo, Norcia, Porto San Giorgio) Titolo: Nobile di Norcia e Nobile e Patrizio Romano torre uscente dalla punta dello scudo cimata da un braccio destro armato, posto in scaglione rovesciato e coricato tenente una spada posta in sbarra tutto di argento e azzurro (citato in (4) – pag. 181 v. 5) torre uscente dalla punta dello scudo cimata da - un braccio destro armato posto in scaglione rovesciato e coricato tenente una spada posta in sbarra tutto di argento su azzurro (citato in LEOM) |
|        | Passarini (Siena) D'azzurro, allo scaglione accompagnato in capo da due spade basse poste in palo, e in punta da una balestra pure posta in palo, il tutto d'oro (citato in (20)) |
|        | Passarini (Cesena) (la blasonatura non è stata ancora caricata) (citato in BLCW) Immagine in Blasone Cesenate. |
|        | Passaro (Molfetta) d'azzurro, al leone d'oro passante sopra 4 fasce ondate di nero e d'argento (citato in DAlena, in del Blasone: introduzione all'araldica (archiviato dall'url originale l'8 dicembre 2012). e in Crollalanza vol. 2, p. 292.) |
|        | Passavadi o Passavado o Passardi Titolo: consignori di Revigliasco D'argento, al leone di rosso (citato in (22)) |
|        | Passavanti (Firenze) D'azzurro, seminato di crocette patenti e pieficcate d'oro, al leone attraversante dello stesso (citato in (20)) alias Di verde, al leone d'oro (citato in (20)) (DE) In Grün 1 goldener Löwe (citato in (28)) |
|        | Passavanti (Toscana) (DE) In ungleichmäßig mit goldenen Kreuzen bestreutem blauen Feld 1 goldener Löwe (citato in (28)) |
|        | Passavanti (Toscana) (DE) In Gold 1 mit 3 goldenen Rauten belegter blauer Balken (citato in (28)) |
|        | Passavanti (Pistoia) D'argento, al leone di rosso sostenuto dalla campagna di verde, e al capo d'Angiò (citato in (20)) |
|        | Passavin d'Ast Partito di rosso e di nero, a due leoni dell'uno nell'altro, il primo rivoltato (citato in (22)) |
|        | Passazi (Castelfranco Veneto) stella (8 raggi) di oro su azzurro - luna montante di azzurro su oro - fascia di oro su - inquartato di argento e di verde (citato in LEOM) |
|        | Passerat Roero Sanseverino (Lucca, Savoia) Titolo: conti di Dulin; baroni di Troches; signori di Barre, La Bridoire, Grignon, Hauteville, Manigod, Murs; consignori di La Colliette Inquartato, al 1° di Passerat, che è d'azzurro alla fascia d'argento, carica di un leone di rosso illeopardito, e accompagnata in capo da due voli, in punta da una stella, il tutto d'oro, al 2° di Sanseverino-Gualfinara, al 3° d'Aragona, al 4° di Roero alias D'azzurro alla fascia di argento, carica di un leone di rosso illeopardito, e accompagnata in capo da due voli, in punta da una stella, il tutto d'oro alias D'azzurro alla fascia di argento, carica di un leone di nero, illeopardito, e accompagnata in capo da due voli, d'argento, in punta da una stella, d'oro Motto: Uterius virtus (citato in (22)) |
|        | Passeri (Fiesole, Firenze) troncato: nel 1º d'azzurro, alla colomba sorante e retroguardante d'argento, tenente nel becco un rametto di verde, e sostenuta da una fede di carnagione, vestita di rosso; nel 2º di rosso, al palo d'argento caricato di un anello d'oro, intrecciato da un nastro dello stesso attraversante sul palo e caricato del motto Fides et Amor, in caratteri di nero. Motto: Fides et Amor (citato in (4) – pag. 181 vol. 5, in (8) fasc. 6218, in (9) pag. 338 vol. 16 e in (20)) fede di carnagione vestita di rosso uscente dai lati opposti dello scudo sostenente al centro una - colomba della pace in maestà ali spiegate e testa rivolta al naturale tutto su azzurro - anello di oro gemmato di uno zaffiro di azzurro e 2 rubini di rosso al naturale su palo di argento su rosso - nastro di argento svolazzante infilato nell'anello caricato del motto in lettere maiuscole di nero "FIDES ET AMOR" (citato in LEOM) |
|        | Passeri o De Passaro (Rutigliano) Titolo: nobile d'azzurro alla quercia (tronca) terrazzata sulla campagna erbosa sostenente un passero il tutto al naturale (citato in (29)) alias d'azzurro alla quercia (tronca) terrazzata su di un monte di verde e sostenente un passero il tutto al naturale (citato in (29)) |
|        | Passeri (Cesena) (la blasonatura non è stata ancora caricata) (citato in BLCW) Immagine in Blasone Cesenate. |
|        | Passeri Modi (Pesaro) monte a 3 cime di verde uscente dalla punta cimato da - 3 spighe di grano di oro ciascuna sostenente un uccello passero sorante al naturale tutto su azzurro - croce di Sant'Andrea di oro accantonata da 4 ali sinistre di argento su azzurro (citato in LEOM) |
|        | Passerin (Valtournanche) Titolo: conti di Châtillon; signori di Fornet, Valgrisanche; consignori di Courmayeur, Entrèves D'azzurro, al decusse, accantonato da quattro stelle, il tutto d'oro alias Inquartato di Entrèves e di Courmayeur, e sul tutto di Passerin Motto: Virtus coelos terrasque rapit (citato in (22)) |
|        | Passerin (Torino) croce di Sant'Andrea di oro accantonata da - 4 stelle (5 raggi) dello stesso su azzurro (citato in LEOM) |
|        | Passerin (Torino) croce di Sant'Andrea di oro accantonata da - 4 stelle (5 raggi) dello stesso su scudetto di azzurro su - leone rampante di nero su partito di oro e di argento - castello affiancato da 2 torri e sormontato da - un sole tutto di rosso su argento (citato in LEOM) |
|        | Passerini (Firenze) d'azzurro, al bue d'oro in riposo sulla pianura erbosa, al capo appuntato d'oro caricato delle palle medicee (citato in (2) – pag. 453 e in DAlena) |
|        | Passerini (Cortona, Firenze) D'azzurro, al toro rampante poggiante su un monte di sei cime, il tutto d'oro alias D'azzurro, al toro rampante poggiante su un monte di tre cime, il tutto d'oro alias D'azzurro, al bue d'oro coricato sul terreno di verde, e al capo appuntato dei Medici alias D'azzurro, al bue d'oro coricato sul terreno di verde, il tutto abbassato sotto lo scudetto dei Medici posto in capo; e al capo di Santo Stefano (citato in (20)) |
|        | Passerini (Cortona, Firenze) bue di oro sdraiato su monte roccioso uscente dalla punta al naturale su azzurro - 8 stelle (8 raggi) di oro poste in scaglione rovesciato in alto su azzurro - punta rovesciata di oro in capo caricata di 5 palle di rosso poste in semicerchio e di una di azzurro in alto caricata da 3 gigli di oro posti 2,1 (citato in LEOM) |
|        | Passerini (Cortona, Firenze) D'azzurro, allo scaglione d'argento caricato di tre rose di rosso, bottonate del proprio campo (citato in (20)) 3 rose di rosso vuote al centro su scaglione di argento su azzurro (citato in LEOM) |
|        | Passerini (Toscana) (DE) In Blau 1 erniedrigter silberner Sparren, belegt mit 3 roten Rosen (citato in (28)) |
|        | Passerini (Firenze) Di..., allo scaglione di..., caricato di tre rose di..., e accompagnato da tre uccelli dal volo chiuso di..., 2.1 (citato in (20)) |
|        | Passerini (Siena) D'azzurro, alla gemella in banda d'oro (citato in (20)) |
|        | Passerini (Trevi) (la blasonatura non è stata ancora caricata) Notizie storiche nel sito della Associazione Pro Trevi. |
|        | Passerini (Roma) (la blasonatura non è stata ancora caricata) (Immagine nell' Archivio Storico Capitolino (PDF) (archiviato dall'url originale il 2 febbraio 2014).) |
|        | Passerini fasciato convesso di oro e di rosso - passero (uccello) coronato di nero fermo sulla partizione su rosso in capo convesso (citato in LEOM) |
|        | Passerini 3 fasce di oro su rosso accompagnate in capo da - un uccello passero al naturale e in punta da - una torre di argento su rosso (citato in LEOM) |
|        | Passeroni o Passerone (Nizza, Monferrato) Titolo: baroni di Castelnuovo D'azzurro, al ramo di ulivo di due ramoscelli, con tre passerotti posati uno sul ramo centrale, due sui ramoscelli laterali, il tutto al naturale Motto: Prudentia et simplicitate - Sicut passer solitarius in tecto (citato in (22)) |
|        | Passi (Bergamo, Calcinate, Venezia) 4 lettere P maiuscole poste in fascia unite 2 a 2 e legate al piede da una virgola e sormontate da un accento circonflesso slargato tutto di nero su argento - sbarrato di rosso e di oro (citato in LEOM) |
|        | Passi (Bergamo, Calcinate, Venezia) aquila di nero coronata di oro su oro - 4 lettere P maiuscole poste in fascia unite 2 a 2 sormontate da un accento circonflesso slargato e da una corona tutto di oro su argento - sbarrato di oro e di rosso - leone rampante afferrante con le zampe anteriori una asta fiorita di un giglio tutto di oro su azzurro (citato in LEOM) |
|        | Passi (Bergamo, Calcinate, Venezia) 4 lettere P maiuscole poste in fascia unite 2 a 2 e legate al piede da una virgola e sormontate da un accento circonflesso slargato tutto di nero su argento - bandato di rosso e di oro (citato in LEOM) |
|        | Passi (Bergamo, Calcinate, Venezia) 4 lettere P maiuscole poste in fascia unite 2 a 2 e legate al piede da una virgola tutto di nero su argento - sbarrato di oro e di nero (citato in LEOM) |
|        | Passi (Bergamo, Calcinate, Venezia) 4 lettere P maiuscole poste in fascia unite 2 a 2 e legate al piede da una virgola e sormontate da un accento circonflesso slargato tutto di nero su argento - leone rampante di oro su rosso (citato in LEOM) |
|        | Passi (Bergamo, Calcinate, Venezia) 4 lettere P maiuscole poste in fascia unite 2 a 2 sormontate da un accento circonflesso slargato e da una corona all'antica tutto di oro su argento - 3 sbarre di rosso su oro (citato in LEOM) |
|        | Passignani (Firenze) Troncato d'oro e d'argento, alla fascia d'azzurro passata sulla troncatura, e al grifone di rosso nel primo, nascente dalla fascia (citato in (20)) |
|        | Passignani (Firenze) Troncato cuneato di... e di..., alla stella a otto punte di... nel primo, e al crescente montante di... nel secondo (citato in (20)) |
|        | Passino (Bosa, Sassari, Oristano, Cagliari, Tempio, Cuglieri, Bonnanaro, Bortigali) D'azzurro al pozzo, sulla pianura erbosa, con un passero sull'orlo dello stesso, tenente nel becco una catenella d'argento, il tutto al naturale passero (uccello) di argento tenente una catenella dello stesso nel becco posato su una vera di pozzo al naturale su terrazzo di verde su azzurro (citato in LEOM) Motto: Recte faciendo nemine caveas |
|        | Passionei (Roma) (la blasonatura non è stata ancora caricata) (Immagine nell' Archivio Storico Capitolino (PDF) (archiviato dall'url originale il 2 febbraio 2014).) |
|        | Passionei (Fossombrone) albero sradicato di verde su oro - nastro di argento svolazzante sul tronco con il motto in lettere maiuscole di nero "GLORIA IN EXCELSIS" su oro (citato in LEOM) |
|        | Passorio (La Salle) D'azzurro, al ponte d'oro, di un arco, merlato alla ghibellina, con un fiume d'argento, fluttuoso del campo, scorrente sotto l'arco, in banda (citato in (22)) |
|        | Pasterotti (Savigliano) D'azzurro, allo scaglione d'oro, carico di un altro scaglione, di rosso, e sostenente un cuore, pure di rosso (citato in (22)) |
|        | Pastore (Molfetta) d'argento, al leone d'oro coronato dello stesso, lampassato e armato di rosso Motto: Non sine labore (citato in ) |
|        | Pastore (Trapani, Palermo) d'azzurro, all'agnello d'argento pascente sopra un monte addestrato da un pastore tenente un bastone, il tutto d'oro (citato in Mango) |
|        | Pastore (Ovada) D'azzurro, al destrocherio d'argento, guantato di rosso e impugnante un pastorale d'oro, posto in palo (citato in (35)) |
|        | Pastorella (Siracusa) di nero, alla fascia d'argento, accompagnata da tre stelle dello stesso, poste una al capo e due in punta (citato in Mango) |
|        | Pastorina o Pastorino (Ovada) Troncato: nel 1° d'azzurro, a due tortelli di verde, accompagnati in capo da una stella di sei raggi d'oro; nel 2° di porpora. Sul tutto al pastorale dell'uno nell'altro, posto in palo (citato in (35)) |
|        | Pastoris o Pastorino o Pastori o Pasteris Titolo: (da Cigliano) conti di Albaretto e Lottulo; signori di Castellamonte, Cavallerleone, Lessolo; (da Cigliano, in Torino) conti di Saint Marcel; (da Cigliano, in Torino) conti di Casalrosso; (da Torino) Pastoris Mura conti di Borgo Cornalese, con Fortepasso, Malpertusio e Val di Cosso, Villareggia; (da Torino) conti di Lamporo, Tronzano; signori di Saluggia D'azzurro, all'agnello d'argento, pascente, sopra un monticello addestrato da un cespuglio, di verde, cucito, con il capo d'oro, carico di un'aquila coronata, di nero, e sostenuto di rosso alias D'azzurro, al braccio tenente un bastone (pastorale? da pellegrino?), il tutto d'oro Motto: In labore requies (citato in (22)) |
|        | Pastoris (Torino) agnello pascente di argento sopra un monticello di verde uscente dalla punta su azzurro - cespuglio di verde alla sua sinistra su azzurro - aquila coronata di nero su oro in capo - trangla di rosso (citato in LEOM) |
|        | Pastoris o Pastero (Torino) Titolo: conti di Montelupo Troncato d'oro, sopra oro, il primo a tre bande d'azzurro Motto: Humilitas in recessu (citato in (22)) |
|        | Pastrone (Vignale, Casale) Di rosso, al leone coronato, d'oro (citato in (22)) |
|        | Pasturella (Sicilia) Titolo: barone di Cariato di nero, con la fascia d'argento, accompagnata da tre stelle dello stesso, poste una al-capo e due in punta (citato in (25)) Corona di barone Notizie storiche in Famiglie nobili di Sicilia. |

### Pat
| Stemma | Casato e blasonatura |
| ------ | --- |
|        | Patan (Messina) monte a 3 cime al naturale su terrazzo dello stesso accompagnato a destra da - un leone rampante rivolto coronato tenente nelle zampe anteriori una freccia accollata da un serpente tutto di oro su azzurro - 3 stelle (6 raggi) di oro poste in fascia in alto su azzurro (citato in LEOM) |
|        | Patanè (Messina) Titolo: barone di San Martino d'azzurro alla campagna di verde sostenente un monte di tre cime al naturale, ed un leone coronato rivoltato tenente un dardo con un serpe sormontato da tre stelle il tutto d'oro (citato in (23) e in Mango) d'azzurro, alla campagna sostenente tre monti al naturale, ed un leone coronato e rivoltato, tenente un dardo con un serpe attorcigliato, sormontato da tre stelle (6) ordinate in fascia, il tutto d'oro (citato in (25)) Notizie storiche in Famiglie nobili di Sicilia. |
|        | Patarino o Paltarino o Peltarino (Carignano) Titolo: conti di Ceresole d'Alba D'azzurro, al drago (alato, in piedi), d'oro, con il capo d'oro, carico di un'aquila, di nero alias Troncato d'oro e d'azzurro, il 1° all'aquila coronata, di nero, il 2° a un basilisco, d'oro Motto: Dominus possidebit (citato in (22)) |
|        | Paté o Pateri (Sicilia) di nero, a tre conchiglie d'oro, 2, 1 (citato in Mango) |
|        | Patellani (Milano, Gattico) figura di donna ferma su terrazzo erboso di verde in maestà di carnagione vestita di rosso e tenente con la destra alzata un piattello di oro su argento (citato in LEOM) |
|        | Pateri o Patteri (Moncalieri) Titolo: conti di Stazzano Scaccato d'azzurro e d'argento, con il capo d'oro, carico di un'aquila bicipite e coronata, di nero Motto: Deus refugium nostrum et virtus (citato in (22)) |
|        | Pateri (Torino) Titolo: conti Scaccato d'azzurro e d'argento, con il capo d'oro, carico di un'aquila bicipite e coronata, di nero (citato in (22)) scaccato di azzurro e di argento - aquila bicipite coronata di nero su oro in capo (citato in LEOM) Motto: Deus refugium nostrum et virtus |
|        | Paternò (Sicilia) Titolo: barone degli Imbaccari Sottani, Mirabella, S. Filippo di Ragusa, Regalciacca, Spinagallo, Baldi, Cubba, Ragona, Sparagona, Bidami, Alminusa, Biscari, Bicocca; conte di Prades; marchese di S. Giuliano, Raddusa, Toscano; duchi di Carcaci, Palazzo; principe di Biscari, Manganelli d'oro, a quattro pali di rosso e la banda d'azzurro, attraversante sul tutto (citato in Mango e in (25)) alias Semipartito e troncato; al 1º d'oro a quattro pali di rosso, con banda d'argento attraversante (Paternò); al 2º d'azzurro, al castello di tre torri d'oro (Castello); al 3º d'azzurro a tre sbarre accompagnate da sei bisanti disposti 3, 2 fra le sbarre e una nell'angolo sinistro della punta, il tutto d'oro (Guttadauro) (duchi di Paternò) (citato in Mango) alias Di rosso, a quattro pali d'oro con una banda d'azzurro attraversante (Paternò del Cugno) (citato in Mango) alias Partito di Paternò, d'oro a quattro pali di rosso alla banda d'azzurro attraversante e di Castello, d'azzurro al castello di tre torri d'argento (principi di Biscari) (citato in Mango) alias Partito di Paternò quindi d'oro a quattro pali di rosso, con banda d'azzurro, attraversante; di Castello, che è d'azzurro al castello d'oro torricellato di tre pezzi, fondato sulla pianura erbosa al naturale (marchesi di San Giuliano, duchi di Carcaci) (citato in Mango) Corona: di principe e mantello di velluito scarlatto, frangiato d'oro Notizie storiche in Famiglie nobili di Sicilia.           |
|        | Paternò (Sicilia) Titolo: nobile; nobile dei marchesi di Manchi di Bilici; signore di Marianopoli, Scala, Culcasi, Mangiadaini, Gulgo, Celsi, Manchi, Pionica, Sammartino; barone di Pozzobollente, Cugno, Raddusa, Donnafugata; S. Giuseppe, Pettineo, Regiovanni; conte di Prades; marchese di Manchi di Bilici, del Toscano, Regiovanni; duca di Roccaromana; principe di Sperlinga (la blasonatura non è stata ancora caricata) (citato in (25)) Notizie storiche in Famiglie nobili di Sicilia. |
|        | Paternò o Paternò Castello ( (Palermo, Catania, Roma, Ragusa Inferiore, Parigi) banda di azzurro su - 4 pali di oro su rosso (citato in LEOM) |
|        | Paternò o Paternò Castello (Palermo, Catania, Roma, Ragusa Inferiore, Parigi) banda di azzurro su - 4 pali di rosso su oro - castello a 3 torri di oro uscente dalla partizione su azzurro - 3 sbarre di oro su azzurro accompagnate da 6 palle di oro poste in sbarra 3,2,1 su azzurro (citato in LEOM) |
|        | Paternò o Paternò Castello (Palermo, Catania, Roma, Ragusa Inferiore, Parigi) banda di azzurro su - 4 pali di rosso su oro - castello a 3 torri di oro su azzurro (citato in LEOM) |
|        | Paternò o Paternò Castello (Palermo, Catania, Roma, Ragusa Inferiore, Parigi) 3 fasce di rosso abbassate su oro e sormontate da - un leone passante di rosso - filetto in banda di azzurro su - 4 pali di rosso su oro (citato in LEOM) |
|        | Paternò o Paternò Castello (Palermo, Catania, Roma, Ragusa Inferiore, Parigi) 3 fasce di rosso abbassate sormontate da - un leone passante dello stesso su oro - filetto in banda di azzurro su - 4 pali di rosso su oro (citato in LEOM) |
|        | Paternò o Paternò Castello (Palermo, Catania, Roma, Ragusa Inferiore, Parigi) filetto in banda di azzurro su - 4 pali di rosso su oro - lambello a 3 gocce di rosso su oro in capo (citato in LEOM) |
|        | Paternò o Paternò Castello (Palermo, Catania, Roma, Ragusa Inferiore, Parigi) 3 stelle (5 raggi) di oro su filetto in banda di azzurro su - 4 pali di rosso su oro - castello a 3 torri di oro su azzurro (citato in LEOM) |
|        | Paternò o Paternò Castello ) (Palermo, Catania, Roma, Ragusa Inferiore, Parigi) banda di azzurro su - 4 pali di rosso su oro - bordura composta di rosso e di azzurro (citato in LEOM) |
|        | Paternò o Paternò Castello (Palermo, Catania, Roma, Ragusa Inferiore, Parigi) banda di azzurro su - 4 pali di rosso su oro (citato in LEOM) |
|        | Paternò Castello (Sicilia) Titolo: nobile dei baroni di Bicocca; signore di Capizzi, Motta Camastra, Gatta, Toscano, Mandrile, Marcato di Toscanella, Bidani; barone di Pollicarini, S. Giuliano, Bicocca, Placa, Baiani, Imbaccari e Mirabella, Baldi, Aragona, Cuba e Sparagogna, Sciortavilla, Baglia, Alzacuda, Galliano; marchese di S. Giuliano, Capizzi; duca di Carcaci; principe di Biscari d'oro, a quattro pali di rosso, alla banda d'azzurro attraversante (citato in (25)) alias Di rosso, a quattro pali d'oro, colla banda d'azzurro attraversante (Cugno) (citato in (25)) alias Semipartito spaccato: al 1° d'oro, aquattro pali di rosso, con la banda d'argento attraversante (Paternò); al 2° d'azzurro, al castello d tre torri d'oro (Castello); al 3° d'azzurro, a tre sbarre accompagnate da sei bisanti disposti 3 e 2 fra le sbarre ed uno nell'angolo sinistro della punta, il tutto d'oro (Guttadauro): (duchi Paternò) (citato in (25)) alias Partito: al 1° d'oro, a quattro pali di rosso, alla banda d'azzurro attraversante (Paternò); al 2° di azzurro al castello di tre torri d'argento (Castello) (citato in (25)) alias Partito: al 1° d'oro, a quattro pali di rosso, con la banda d'azzurro attraversante (Paternò); al 2° d'azzurro, al castello d'oro torricellato di tre pezzi, fondato sulla pianura erbosa al naturale (Castello) (citato in (25)) alias D'azzurro, al leone al naturale, coronato d'oro (Pozzobollente) (citato in (25)) Notizie storiche in Famiglie nobili di Sicilia. |
|        | Paternò di Pozzobollente (Vittoria) leone rampante al naturale coronato di oro su azzurro (citato in LEOM) |
|        | Paternò di Vittoria (Sicilia) d'azzurro, al leone al naturale, coronato d'oro (citato in Mango) |
|        | Paternoster (Romallo, Trentino) Partito, nel 1° [di oro] al corno di bufalo [di nero], nel 2º, [di nero] al corno di bufalo [d'oro], alla freccia posta in fascia, attraversante sulla partizione, attraversata a sua volta dalle due corna. (citato in (Aue, Herbert. Wappenschlüssel für Oberösterreich. Wien, 2005). colori citate in Siebmacher) |
|        | Patieri (Pisa) D'azzurro, alla banda d'argento accostata da sei stelle a otto punte d'oro, 3.3 (citato in (20)) |
|        | Patino o Patigno o Patiño (Galizia, Milano) Titolo: marchesi di Castellar de' Giorgi (Vigevano); consignori di Belvedere d'Asti Partito, al 1° troncato, d'azzurro, a cinque merli d'argento, ordinate a decusse, e d'argento, al leone, di verde, rivoltato; al 2° d'oro, a quattro pali, di rosso; lo scudo con la bordatura d'azzurro, carica di otto conchiglie, d'oro alias D'azzurro, a cinque anatre (patos), d'argento, con la bordura del primo, carica di otto conchiglie, d'oro alias Troncato, al 1° d'azzurro, a cinque anatre, d'argento, poste in decusse, al 2° d'argento, al leone coronato, di rosso, rivoltato, con la bordura d'azzurro, carica di otto conchiglie, d'oro alias Di rosso, al castello d'oro, fondato su onde d'acqua d'azzurro e d'argento, cariche di tre anatre d'argento, nuotanti (citato in (22)) |
|        | Patrelli (Ostuni) La blasonatura non è stata ancora caricata (citato in (38)) |
|        | Patriarchi (Firenze) Di..., alla fascia alzata di..., caricata di tre stelle a otto punte di... e accompagnata da una mezza ruota di... nascente dalla punta (citato in (20)) |
|        | Patrito (Pont) Titolo: consignori di Salto e Priacco Troncato, al 1° d'argento, alla pianta d'alloro, di verde, baccata d'oro, al 2° d'azzurro, alla tenaglia d'argento, posta in palo (citato in (22)) |
|        | Patrito o Patriti (Bra) Troncato d'argento e di verde, alla corona di rosso (citato in (22)) |
|        | Patrizi (Siena) fasciato d'argento e di nero (citato in (2) – pag. 251, in (7) - pag. 47 e pag. 126 e in DAlena) Fasciato di sei pezzi d'argento e di nero (citato in (20)) |
|        | Patrizi o Patrizio di Ripacandida (Napoli, Capri, Lucera) Titolo: marchese, duca di Castelgaragnone, patrizio di Lucera, nobile di Monopoli, nobile di Taverna, nobile dei marchesi, predicato di Ripacandida fasciato d'argento e di nero (citato in (23)) |
|        | Patrizi (Roma) d'argento, a tre fasce di nero (Immagine nell' Archivio Storico Capitolino (PDF) (archiviato dall'url originale il 2 febbraio 2014).) (Immagine nella Raccolta stemmi Trippini (JPG).) |
|        | Patrizi (Perugia) 2 fasce ondate di oro su azzurro - sole raggiante accompagnato da 2 gigli in capo e trangla tutto di oro su azzurro (citato in LEOM) |
|        | Patrizi (Spoleto, terni, Roma) albero di quercia sradicato al naturale su oro (citato in LEOM) |
|        | Patrizi o Patrizio (Città di castello, Napoli, Capri) fasciato di argento e di nero (citato in LEOM) |
|        | Patrizi Naro Montoro (Roma) fasciato di argento e di nero - albero di rovere sradicato a 4 rami incrociati per 2 volte di oro su azzurro - monte a 6 cime uscente dalla partizione sormontato da - stella (6 raggi) tutto di oro su rosso - 3 lune rovesciate poste in palo un sull'altra di argento su azzurro - monte a 6 cime di oro su terrazzo di verde uscente dalla punta su azzurro - capo d'Angiò cucito (sul quarto quarto) (citato in LEOM) |
|        | Patrizia (Cesena) (la blasonatura non è stata ancora caricata) (citato in BLCW) Immagine in Blasone Cesenate. |
|        | Patrizii di Roma (Cesena) (la blasonatura non è stata ancora caricata) (citato in BLCW) Immagine in Blasone Cesenate. |
|        | Patrizio (Barolo, Savigliano, Diano) Titolo: consignori di Castiglione Falletto, Scagnello Inquartato, al 1° bandato d'argento e d'azzurro, al 2° e 3° d'oro, alla croce di rosso, biforcata, coronata d'oro; al 4° bandato di rosso e d'argento (citato in (22)) |
|        | Patroni Griffi (Napoli, Trani) Titolo: nobili partito: nel 1°, di colore rosso, un braccio d'argento sostiene un'ancora d'argento uscente dal mare d'azzurro (Patroni); nel 2°, di colore argento, un grifone di rosso (Griffi) (citato in (4), vol. 5) partito 1º di rosso al braccio sinistro d'argento, sostenente un'ancora dello stesso, uscente dal mare d'azzurro (Patroni), 2° d'argento al grifone di rosso (Griffi) (citato in (23)) braccio sinistro uscente da sinistra vestito di argento afferrante con la mano di carnagione una ancora a 2 marre di argento su mare di azzurro uscente dalla punta tutto su rosso - grifo rampante di rosso con 3 corone dello stesso intorno al collo su argento (citato in LEOM) |
|        | Patruno (Molfetta) d'azzurro, al sinistrocherio di carnagione, vestito di rosso e uscente dal fianco destro dello scudo, tenente un'ancora d'oro, col capo d'argento caricato di un pino di verde, fruttifero d'oro, e accostato da 2 leoni di rosso controrampanri e affrontati (citato in ) |
|        | Patti (Palermo, Messina, Patti) Titolo: barone di Piraino, Messina, Linguagrossa spaccato d'oro e di rosso, alla sbarra d'azzurro sul tutto (citato in (23)) troncato di rosso e d'oro, e la sbarra d'azzurro attraversante (citato in Mango) diviso, di rosso e d'oro, ed una sbarra d'azzurro, attraversante sul diviso (citato in (25)) Corona di barone Notizie storiche in Famiglie nobili di Sicilia. Ulteriori notizie storiche in Famiglie nobili di Sicilia. |
|        | Patti o Patti di Piraino (Alcamo, Palermo, Messina) sbarra di azzurro su troncato di rosso e di oro (citato in LEOM) |
|        | Patti Chacon (Trapani) Titolo: barone di Friddicelli; marchese di Salinas; duca di Sorrentino inquartato: al 1° gran quarto, contro inquartato; al 1° e 4° d'argento al lupo di nero passante; al 2° e 3° d'azzurro al giglio d'oro; al 2° gran quarto, di rosso a cinque gigli d'argento, ordinati in decusse; al 3° gran quarto di rosso a tre falci d'argento ordinate in fascia, colla campagna d'azzurro mareggiata d'argento e col capo cucito del campo e carico di tre decussi scorciati; al 4° gran quarto, d'azzurro, alla stella d'argento di otto raggi colla bordatura d'oro, carica di otto cinque quadrifogli di rosso; sul tutto: troncato di rosso su oro, colla sbarra d'azzurro attraversante (citato in Mango e in (25)) sbarra di azzurro su scudetto troncato di rosso e di oro su - lupo passante di nero su argento - giglio di oro su azzurro - 5 gigli di argento posti in croce di Sant'Andrea su rosso - 3 falci in palo poste in fascia su mare di argento uscente dalla punta tutto su rosso - 3 crocette di Sant'Andrea di argento su rosso in capo (sul terzo quarto) - stella (8 raggi) di argento su azzurro con la bordura di oro caricata di 8 quadrifogli di rosso (citato in LEOM) Notizie storiche in Famiglie nobili di Sicilia. |
|        | Pattieri (Firenze) Di..., al peso di stadera di..., sostenente un uccello dal volo chiuso di..., e accompagnato ai lati da due uccelli simili affrontati di... (citato in (20)) |
|        | Pattieri (Pisa) (DE) Unter 1 blauen Schildhaupt, darin 1 schwarzer Adler, in Blau 3 achtstrahlige goldene Sterne 2:1 gestellt (citato in (28)) |
|        | Pattoni o Pattone o Patono o Pattono (Cavaglià) Titolo: baroni di Mairano e Santa Brigida; consignori di Aramengo Inquartato, al 1° e 4° d'argento, alla pianta di quercia, nutrita nella campagna erbosa, il tutto al naturale; al 2° e 3° d'oro, all'aquila coronata, di nero Motto: Sublimis in ortu (citato in (22)) |
|        | Patussi (Brescia) interzato in palo di argento, di verde e di rosso, col capo d'azzurro caricato di un istrice di nero portante in bocca un ramo d'olivo di verde (citato in (2) – pag. 324 e in DAlena) |
|        | Patuzzi (Brescia) interzato in palo di argento di verde e di rosso - istrice passante di nero tenente in bocca un ramo di olivo di verde su azzurro in capo (citato in LEOM) |
|        | Patuzzi (Brescia) 2 zampe di leone di oro incrociate su argento - colomba della pace di argento su rosso (citato in LEOM) |